# 枠物語
枠物語（わくものがたり、英語：frame story, frame tale, frame narrative）とは、導入部の物語を外枠として、その内側に、短い物語を埋め込んでいく入れ子構造の物語形式である。大きな物語の中に異なる短編小説などが次々と語られるこの技法で描かれた小説を「額縁小説」とも呼ぶこともある。

## 概説
枠の中のそれぞれの短編物語は劇中劇で、外枠のストーリーが枠物語の何かの面を内に包み込むように使われた場合は、文芸評論で言うところの紋中紋になる。枠物語のフォーマットはさまざまな語り手が自分の好きな話あるいは知っている話を語り、一方で語りたくないものは語らず、他の場所から聞いた話を付け加えることもできるという融通性を持っている。作者が以前から温めていたストーリーを短編にして、長い物語の中に組み込むのにも都合のいい奇想でもある。

## 起源
枠物語の起源は、わかっている中で、紀元前1千年紀の古代インドにまで遡ることができる。具体的には、サンスクリットの叙事詩『マハーバーラタ』や『ラーマーヤナ』、ヴィシュヌ・シャルマ（Vishnu Sarma）の『パンチャタントラ』、シュンティパス（Syntipas）の『七賢人物語（Seven Wise Masters）』および寓話集『ヒトーパデーシャ』と『ヴェーターラ・パンチャヴィンシャティカー』である。枠物語は数世紀をかけて徐々に西に広がり、人気となり、『千夜一夜物語』、『デカメロン』、『カンタベリー物語』といった古典的な枠物語を生んだ。

## 枠物語の例
『千夜一夜物語』の外枠のストーリーは、シャーリアール王に連夜おとぎ話を語って聞かせるシェヘラザードの話である。その話の中にさらに、海のシンドバッドが陸のシンドバッドに語る別の枠物語も含まれる。
エミリー・ブロンテの『嵐が丘』の外枠では、その家の女中が語り手になって、訪問者にヒースクリフとキャサリンのストーリーを物語る。
メアリー・シェリーの『フランケンシュタイン』も枠物語である。一番外枠にあるのは、ロバート・ウォルトンが姉マーガレットに宛てた手紙で、その中でヴィクター・フランケンシュタインがウォルトンに自分の話を物語る。
語り手が信頼できない語り手の時もある。P・G・ウッドハウスの短編集の語り手マリナー（Mr Mulliner）は漁師で、マリナーが語る話はどれも奇想天外である。
1カ所に集まった人々が順に語り手となってそれぞれのストーリーを語る枠物語もある。ペストから田舎に逃れた人々が暇潰しに話を出しあうボッカッチョの『デカメロン』や、カンタベリーへの巡礼の旅の途中に出会った人々がお互いの話を披露しあうジェフリー・チョーサーの『カンタベリー物語』がその有名な例である。
映画『羅生門』で、雨宿りする複数の人物が物語るそれぞれのストーリーは同じ1つの事件である。しかし、内容が食い違い、どれが真実なのかといったミステリーの要素を持っている。